# Felix Weingartner
Paul Felix Weingartner, Edler von Münzberg. (ur. 2 czerwca 1863 w Zadarze, zm. 7 maja 1942 w Winterthur) – austriacki dyrygent i kompozytor. 

## Życiorys
W wieku 7 lat stracił ojca. Przeprowadził się wówczas wraz z matką do Grazu, gdzie podjął edukację muzyczną u Wilhelma Mayera. Otrzymawszy stypendium, kształcił się w latach 1881–1883 w konserwatorium w Lipsku u Carla Reineckego (fortepian i kompozycja), Salomona Jadassohna (kontrapunkt) i Oscara Paula (dyrygentura). Studiował też filozofię na Uniwersytecie Lipskim. W 1883 roku przebywał w Weimarze jako uczeń Ferenca Liszta, który doprowadził do wystawienia jego pierwszej opery, Sakuntala (1884). W kolejnych latach działał jako dyrygent w Królewcu (1884–1885), Gdańsku (1885–1887), Hamburgu (1887–1889) i Mannheimie (1889–1891). Później był dyrygentem opery królewskiej (1891–1898) i kapeli królewskiej (1891–1907) w Berlinie oraz Kaim-Orchester w Monachium (1898–1903). W 1902 roku gościł na festiwalu w Moguncji, gdzie wykonał wszystkie symfonie Ludwiga van Beethovena. W 1908 roku objął po Gustavie Mahlerze funkcję dyrygenta Opery Wiedeńskiej, z której zrezygnował w 1911 roku. W latach 1908–1927 prowadził orkiestrę Filharmoników Wiedeńskich, a w latach 1919–1924 orkiestrę wiedeńskiej Volksoper. Od 1914 do 1919 roku pełnił funkcję generalnego dyrektora muzycznego w Darmstadcie. W 1927 roku osiadł w Szwajcarii, gdzie uzyskał obywatelstwo. Do 1933 roku prowadził orkiestrę symfoniczną w Bazylei. W latach 1935–1936 ponownie był dyrygentem Opery Wiedeńskiej.
Występował w wielu krajach europejskich, m.in. w Wielkiej Brytanii, Belgii, Francji i Rosji. W latach 1905–1908 i 1911–1914 koncertował w Stanach Zjednoczonych. W 1919 i 1922–1923 roku występował w Ameryce Południowej, a w 1937 roku w Japonii. W 1939 roku poprowadził w Covent Garden Theatre w Londynie Tannhäusera i Parsifala. W 1909 i 1910 roku występował w Warszawie z utworami Beethovena, Berlioza, Czajkowskiego i swoimi własnymi.
Zasłynął jako interpretator dzieł kompozytorów niemieckich i austriackich: Beethovena, Berlioza, Wagnera, Liszta i Brahmsa. Dążył do oczyszczenia sztuki dyrygenckiej z ekscentryczności i wypaczeń prowadzących do zniekształcenia pierwotnego kształtu partytury. Krytykował działalność Cosimy Wagner i dyrygenturę Hansa von Bülowa. Od 1910 do 1940 roku współpracował z wytwórnią Columbia Records, dokonując licznych nagrań płytowych. Jako pierwszy dyrygent zarejestrował wszystkie symfonii Beethovena i Brahmsa.
Prowadził zajęcia z dyrygentury m.in. w Akademii Muzycznej w Budapeszcie, konserwatorium w Bazylei, Mozarteum w Salzburgu i Konserwatorium Wiedeńskim. Jego uczniami byli m.in. Josef Krips, Paul Sacher i Andrzej Panufnik. Był pięciokrotnie żonaty; jego trzecią żoną była śpiewaczka Lucille Marcel, piątą jego uczennica i autorka tekstów do pieśni Carmen Studer.

## Wybrane kompozycje
(na podstawie materiałów źródłowych)

### Utwory orkiestrowe
- 7 symfonii (I G-dur 1899, II Es-dur 1901, III E-dur 1910, IV F-dur 1917, V c-moll 1926, VI h-moll „La tragica” 1929, VII C-dur na głosy wokalne, chór i orkiestrę 1937)
- 3 poematy symfoniczne (König Lear 1895, Das Gefilde der Seligen 1897, Frühling 1934)
- Lustige Ouvertüre (1912)
- Koncert skrzypcowy G-dur (1912)
- uwertura Aus ernster Zeit (1914)
- Serenada na orkiestrę smyczkową (1916)
- Koncert wiolonczelowy a-moll (1917)
- Sinfonietta D-dur na skrzypce, altówkę, wiolonczelę i małą orkiestrę (1936)

### Utwory kameralne
- 4 kwartety smyczkowe (I d-moll 1899, II f-moll 1900, III F-dur 1903, IV D-dur 1918)
- 2 sonaty na skrzypce i fortepian (I Dur 1907, II fis-moll 1907)
- Sekstet e-moll na 2 skrzypiec, altówkę, wiolonczelę, kontrabas i fortepian (1903)
- Kwintet g-moll na klarnet, skrzypce, altówkę, wiolonczelę i fortepian (1911)
- Kwintet na 2 skrzypiec, 2 altówki i wiolonczelę (1916)
- Oktet G-dur na klarnet, róg, fagot, kwartet smyczkowy i fortepian (1925)

### Utwory fortepianowe
- Phantasiebilder (1916)
- Aus vergangenen Zeit (1916)
- Herbstblätter (1916)

### Pieśni na głos i fortepian
- 8 Gedichte (1893)
- 2 Balladen (1903)
- Frühlings- und Liebeslieder (1906)
- Blüten aus dem Osten. Ein Liebesliederspiel na sopran, tenora i fortepian (1919)

### Opery
- Sakuntata (wyst. Weimar 1884)
- Malawika (wyst. Monachium 1886)
- Genesius (wyst. Berlin 1892)
- trylogia operowa Orestes: Agamemnon, Das Totenopfer, Die Erinyen (wyst. Lipsk 1902)
- Kain und Abel (wyst. Darmstadt 1914)
- Dame Kobold (wyst. Darmstadt i Berlin 1916)
- Die Dorfschule (wyst. Wiedeń 1920)
- Meister Andrea (wyst. Wiedeń 1920)
- Der Apostat (ok. 1926; niewystawiona)

## Prace
(na podstawie materiałów źródłowych)
- Die Lehre von der Wiedergeburt und das musikalische Drama (Kilonia 1895)
- Bayreuth (1876–1896) (Berlin 1897, 2. wyd. 1904)
- Über das Dirigieren (Berlin 1895, 5. wyd. 1920)
- Die Symphonie nach Beethoven (Lipsk 1897, 4. wyd. 1926)
- C. Spitteler. Ein künstlerisches Erlebnis (Berlin 1904, 2. wyd. Monachium 1913)
- Ratschläge für die Aufführungen der Symphonien Beethovens (Lipsk 1906)
- Akkorde. Gesammelze Aufsätze (Lipsk 1912)
- Ratschläge für Aufführungen klassischer Symphonien (tom 1 Beethoven Lipsk 1916, tom II Schubert und Schumann Lipsk 1918, tom III Mozart Lipsk 1923)
- Eine Künstlerfahrt nach Südamerika (Wiedeń 1921)
- Bô Yin Râ: Eine umfassende Darstellung der Lehre (Bazylea 1923, wyd. 2. Lipsk 1932)
- Terra. Ein Symbol, Prolog, 3 Spiele, Epilog (Poczdam 1933)
- Unwirklisches und Wirklisches. Märchen, Essays, Vorträge (Wiedeń 1936)